# Saint-Ouen (Métro Paris)
Der U-Bahnhof Saint-Ouen ist eine unterirdische Station der Linie 14 der Pariser Métro.

## Lage
Die Station befindet sich hauptsächlich in Saint-Ouen-sur-Seine (bis 2018 nur: Saint-Ouen), einem Vorort von Paris im Nordwesten der französischen Hauptstadt. Sie liegt längs unter dem Boulevard Victor Hugo unmittelbar an der Stadtgrenze zu Clichy, die sie teilweise unterquert.

## Name
Den Namen gibt der Bahnhof Saint-Ouen der Linie C des S-Bahn-Netzes Réseau express régional d’Île-de-France (RER), dessen Gleise die Métrolinie 14 unterirdisch kreuzt. Die Stadt Saint-Ouen trägt den Namen des dort gestorbenen „heiligen“ (fr.: saint) Ouen bzw. Audoin (609–683), Bischof von Rouen und Kanzler des Königs Dagobert I.
Aufgrund des Umstands, dass sich die Station zum Teil auf dem Stadtgebiet von Clichy befindet, war ursprünglich Clichy – Saint-Ouen als Stationsname vorgesehen.

## Geschichte und Beschreibung

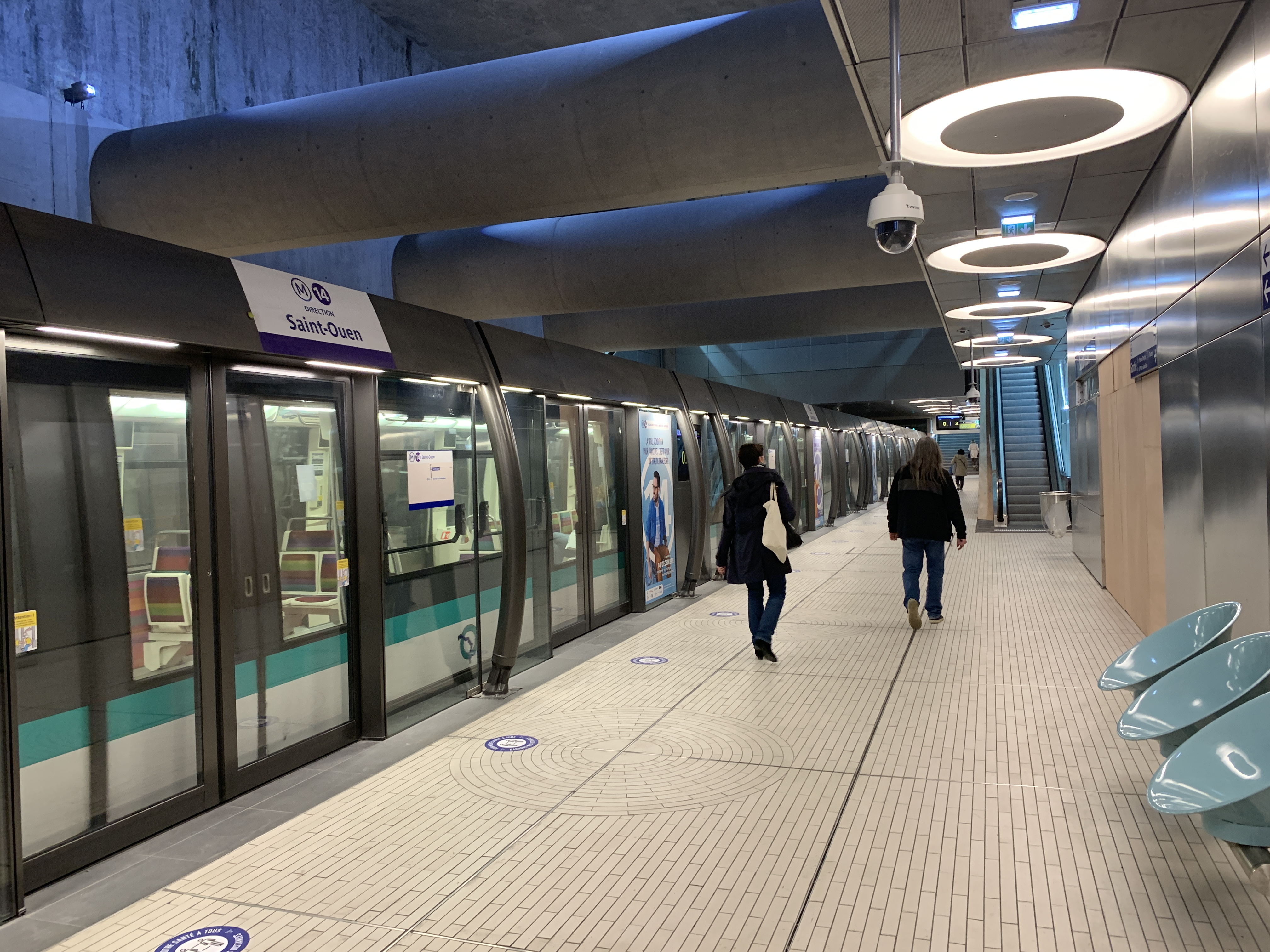
Bahnsteig mit automatischem Zug hinter den geschlossenen Bahnsteigtüren

Die Station wurde im Zuge der nördlichen Verlängerung der Linie 14 in offener Bauweise errichtet. Im April 2015 wurde mit dem Bau begonnen, im Frühjahr 2017 war der Rohbau abgeschlossen. Zum Bahnhof Saint-Ouen des RER wurde ein 26 m langer Fußgängertunnel gegraben. Am 14. Dezember 2020 wurde die Linienverlängerung – und mit ihr die Métrostation Saint-Ouen – eröffnet.
Die Station hat einen rechtwinkligen Querschnitt und weist zwei Seitenbahnsteige auf. Bei einer Gesamtlänge von 160 m weist sie in 18,3 m Tiefe zwei 120 m lange Seitenbahnsteige auf. Sie ist 15,7 m breit und hat eine Grundfläche von 4852 m². Für den Betrieb mit vollautomatischen Zügen wurde sie mit Bahnsteigtüren ausgestattet. Es existieren sieben Zugänge, von denen zwei das direkte Umsteigen zum RER ermöglichen. Der Hauptzugang liegt an der Rue Dora-Maar nahe dem Gebäude des RER.

## Fahrzeuge
Die Linie 14 wurde von Anfang mit vollautomatischen Zügen betrieben. Zu den 21 sechsteiligen Zügen der Baureihe MP 89 CA kamen ab 2008 weitere der Baureihe MP 05 hinzu; die MP 89 werden der Linie 4 zugeteilt, die 2021 ebenfalls auf vollautomatischen Betrieb umgestellt werden soll.